# Shreemana
Shreemana är ett släkte av steklar. Shreemana ingår i familjen Scelionidae.
Kladogram enligt Catalogue of Life:
| Shreemana | \| \| Shreemana nixoni \| \| \| \| \| \| Shreemana sera \| \| \| \| |
|           | \| \| Shreemana nixoni \| \| \| \| \| \| Shreemana sera \| \| \| \| |
|           | Shreemana nixoni                                                    |
|           |                                                                     |
|           | Shreemana sera                                                      |
|           |                                                                     |